# جمع (آرایه)
جمع یکی از آرایه‌های ادبی است.
جمع در بدیع آن است که در بیتی چند صفت یا حکم یا معنی را دریک چیز یا یک شخص جمع کنند.
مانند:
ابر و باد و مه و خورشید و فلک در کارند
تا تو نانی به کف آری و به غفلت نخوری
یا:
مردمان جمله بخفتند و شب از نیمه گذشت
وآن که در خواب نشد چشم من و پروین است

## گونه‌ها
جمع و تفریق و تقسیم: در این آرایه شاعر به ترتیب مراحل سه‌گانه را در بیت یا ابیاتی اعمال می‌کند.
مانند:
مجلس دو آتش داده بر این از حجر آن از شجر
این کرده منقل را مقر و آن جام را جا داشته
یا رباعی امیر معزی:
چشم من و چشم آن بت تنگ دهان
در بیع و شرا شدند و در سود و زیان
کردند یکی بیع زما هر دو نهان:
آن آب بدین سپرد و، و این خواب بدان
جمع و تفریق: آن است که شاعر و متکلم چند مورد را در صفتی یا حکمی جمع کند سپس بین آن‌ها جدایی و فرق نهد و آشکار کند که بین آن دو چیز فرق و جدایی در کجاست.
مانند: 
زخم فرهاد ومن از یک تیشه بود
او به سر زد من به پای خویشتن
یا: 
من و تو هردو مایلیم ای شیخ
تو به محراب و من به ابروی یار
و: 
من و زلفین او نگو نسا ریم
لیک او بر گل است و من بر خار
جمع و تقسیم: یعنی چند چیز را در صفتی یا حالتی جمع کنند سپس آن صفات را بین چیزها قسمت کنند یا بر عکس اول قسمت کنند و سپس جمع نمایند.
نمونه‌ها:
مگر مشاطه بستان شدند باد و سحاب
که این ببستش پیرایه و آن گشاد نقاب
بی تو چو شمع کرده‌ام گریه و خنده کار خود
خنده به روز دل کنم گریه به روز گار خود
بلبل از شوق گل و پروانه از سودای شمع
هر کسی سوزد به نوعی در غم جانانه‌ای